# Pete Davidson
Peter Michael Davidson (Staten Island, Nova Iorque, 16 de novembro de 1993), conhecido como Pete Davidson, é um ator e comediante de stand-up norte-americano, mais conhecido por fazer parte do elenco do Saturday Night Live. Também trabalhou na MTV, com Guy Code, Wild 'n Out e Failosophy, fez stand-up comedy no Jimmy Kimmel Live! e atuou em Brooklyn Nine-Nine.

## Biografia e vida pessoal
Pete nasceu em 16 de novembro de 1993, em Staten Island, Nova York. Filho de Amy e Scott Davidson, tem ascendência judaica, alemã, irlandesa, escocesa, inglesa e italiana. Ele tem uma irmã mais nova chamada Casey. 
Seu pai era um bombeiro de Nova York, que morreu em serviço durante os ataques de 11 de Setembro; ele foi visto pela última vez subindo as escadas do Marriott World Trade Center, pouco antes de seu colapso. Davidson, que tinha sete anos na época, foi profundamente afetado pela perda. Em entrevista ao The New York Times, disse que era uma situação "esmagadora" e que ele costumava atuar na escola como resultado do trauma, em um ponto arrancando seus cabelo até ficar careca.
Em outubro de 2016, Davidson revelou no programa de rádio matinal The Breakfast Club que ele lutava com pensamentos suicidas quando era mais jovem e que a música do rapper Kid Cudi salvou sua vida.
Ele foi diagnosticado com a doença de Crohn aos 17/18 anos, pelo qual recebeu tratamento intravenoso e usou maconha medicinal como analgésico.
Durante uma entrevista, Davidson explicou que a única droga que ele usa é maconha e, enquanto ele ajustava seu uso consideravelmente, os problemas pessoais que ele assumiu foram um resultado de seu hábito diário de maconha foi realmente causado pelo transtorno de personalidade limítrofe, para o qual já foi submetido a um tratamento.
Davidson tentou pela primeira vez a comédia de stand-up aos 16 anos em uma pista de boliche de Staten Island, onde um grupo de amigos, sabendo de suas aspirações de comédia, o desafiaram a subir ao palco. Ele fez isso apenas depois de fumar maconha. Davidson, que sofria de doença de Crohn desde os 17 ou 18 anos, na época disse que "não podia funcionar" sem maconha, acrescentando que não seria capaz de trabalhar no Saturday Night Live.
Ele frequentou a St. Joseph's School, em seguida, Tottenville High School antes de se transferir para Xaverian High School, no Brooklyn, onde se formou em 2011. Após o ensino médio, ele se matriculou no St. Francis College, em Brooklyn Heights, permanecendo brevemente antes de desistir.
Davidson tem o número do distintivo do pai, 8418, tatuado no braço esquerdo. Apoiou Hillary Clinton na eleição presidencial de 2016, e em 5 de dezembro de 2017, ele revelou em sua conta no Instagram que fez uma tatuagem em homenagem a Clinton, como sendo "uma das pessoas mais fortes do universo". Clinton agradeceu a Davidson pelo elogio, comentando: "Isso faz com que seja um pouco mais difícil ter uma palavra de Pete Davidson por anos".
Em 2018, Pete Davidson iniciou um relacionamento com a cantora Ariana Grande. Pete havia anunciado o rompimento com sua namorada de longa data, Cazzie David, filha do ator e humorista Larry David. Ariana também havia confirmado o fim do romance com o rapper Mac Miller, com quem estava desde setembro de 2016. Uma fonte do veículo US Weekly revelou que os dois "se conhecem há anos", embora tenham engatado o romance tempo depois. A dupla iniciou o relacionamento no início de maio enquanto a cantora visitava Nova York. "Eles estiveram em muitas reuniões sociais juntos em Nova York e se conheceram através de conexões ao SNL", acrescentou o informante. Uma fonte afirmou que os dois foram vistos juntos no restaurante japonês Zuma, que fica em Nova York, logo após o episódio especial de Dia das Mães do Saturday Night Live. 
Em 11 de junho de 2018, várias fontes de notícias informaram que Davidson e Grande estavam noivos, o que Grande confirmou posteriormente. O anel que Davidson deu a Grande custou 93 mil dólares, feito pelo joalheiro Greg Yuna. Ele comprou o anel em maio, o que teria sido apenas algumas semanas depois que os dois começaram a namorar. Davidson e Grande foram à Disneyland para celebrar. Ambos também se mudaram para um apartamento em Manhattan, Nova York, que custou U$16 milhões. Davidson confirmou oficialmente o compromisso com Grande em 20 de junho de 2018, em uma entrevista ao Jimmy Fallon. Segunda a TMZ em 14 de outubro, Grande e Davidson terminaram o noivado e um dos motivos é pela morte de Mac Miller, ex-namorado de Ariana, por conta de uma overdose. Ariana ficou extremamente abalada, mesmo que tenha tentado muito o deixar sóbrio das drogas. Após o fim da relação, o humorista revelou que deseja tapar várias tatuagens que fez durante o namoro.

## Carreira
A primeira aparição Davidson na TV foi no terceiro episódio da série de comédia da MTV, Failosophy, que estreou em 28 de fevereiro de 2013. No mês seguinte, ele apareceu em "PDA and Moms", um episódio de terceira temporada da série de TV da MTV, Guy Code; o primeiro dos quatro episódios em que ele foi apresentado. Em junho de 2013, sua primeira stand up televisionada foi ao ar como parte de um episódio da segunda temporada da Comedy Central. No mês seguinte, ele retornou à MTV com uma aparição em Nick Cannon Presents: Wild 'N Out, sua primeira de seis aparições no episódio.
Davidson subsequentemente fez apresentações de stand-up na festa de Adam Devine, Jimmy Kimmel Live!, Comedy Underground com Dave Attell, e ator convidado no Brooklyn Nine-Nine. Em 2014, ele adquiriu um papel em um piloto de comédia da Fox, Sober Companion, mas, em última análise, não chegou a série.
Pete se juntou ao elenco do Saturday Night Live na 40ª temporada, que estreou em 27 de setembro de 2014. Aos 20 anos, ele foi o primeiro membro do elenco do SNL a nascer na década de 1990, e um dos membros mais jovens do elenco. A primeira nova adição ao elenco naquela temporada, ele teve a chance de fazer um teste para o show através do Bill Hader, a quem ele conheceu enquanto filmava uma pequena parte no filme de Judd Apatow. Sua estréia recebeu críticas positivas.
Em março de 2015, era um torrador no Comedy Central Roast de Justin Bieber, e seu set foi elogiado como um dos melhores do show. Entre suas piadas mais ousadas está uma às custas de Snoop Dogg, do apresentador Kevin Hart e do seu filme Soul Plane, de 2004. Pete, cujo pai bombeiro morreu durante os ataques de 11 de Setembro de 2001, chamou esse filme de "a pior experiência da minha vida envolvendo um avião". Uma piada indiscutivelmente ainda mais ousada foi quando ele disse a Bieber: "Justin, você sabe, eu perdi meu pai no 11 de setembro, e eu sempre me arrependi de ter crescido sem um pai. Até conhecer o seu pai, Justin. Agora eu estou feliz morto."
Em 2016, Pete esteve na lista da Forbes. Também em 2016, gravou seu primeiro stand-up especial, "Pete Davidson: SMD". O especial da Comedy Central foi filmado em Nova York.

### Comédia
Pete Davidson é elogiado por basear sua comédia em sua própria vida e empregar aspectos de sua vida que têm sido comparados a "uma série de verdades brutais e confissões vulgares", e que o tornam relacionável com o público. Tocando em tópicos como maconha, sexo e relacionamentos, os incidentes que ele relaciona incluem aqueles de suas estranhas experiências no colégio a morar em um dormitório durante seu breve período no St. Francis College. Davidson brinca sobre assuntos altamente sensíveis, incluindo a perda de seu pai durante os ataques de 11 de setembro, ele diz que isso o capacita a enfrentar o sentimento de impotência que experimentou tal tragédia em uma idade jovem infligida a ele. Ele é um fã assumido da franquia de Harry Potter e incorporou esse material em seu trabalho de comédia também.

## Obras

### Discografia e especiais de comédia
| Ano  | Título                             | Distribuídor   |
| ---- | ---------------------------------- | -------------- |
| 2016 | Pete Davidson: SMD                 | Comedy Central |
| 2020 | Pete Davidson: Alive from New York | Netflix        |

### Filmes
| Ano  | Título                     | Papel                      | Notas                              |
| ---- | -------------------------- | -------------------------- | ---------------------------------- |
| 2014 | School Dance               | Stinkfinger                | –                                  |
| 2015 | Trainwreck                 | Paciente do Dr. Conners    | –                                  |
| 2018 | Set It Up                  | Duncan                     |                                    |
| 2019 | What Men Want              | Danny                      | Não creditado                      |
| 2019 | Big Time Adolescence       | Zeke                       | Produtor executivo                 |
| 2019 | The Dirt                   | Tom Zutaut                 |                                    |
| 2019 | The Angry Birds Movie 2    | Jerry (voz)                |                                    |
| 2019 | The Jesus Rolls            | Jack Bersome               |                                    |
| 2020 | The King of Staten Island' | Scott Carlin               | Co-roteirista e produtor executivo |
| 2021 | The Suicide Squad          | Richard Hertz / Blackguard |                                    |
| 2022 | I Want You Back            | Jase                       | Cameo                              |
| 2022 | Bodies Bodies Bodies       | David                      |                                    |
| 2022 | Marmaduke                  | Marmaduke (voz)            |                                    |
| 2022 | Good Mourning              | Barry                      |                                    |
| 2023 | The Home                   | Max                        | Em filmagens                       |
| TBA  | Meet Cute                  | Gary                       | Pós-produção                       |

### Televisão
| Ano                  | Título                                 | Papel                        | Notas                                      |
| -------------------- | -------------------------------------- | ---------------------------- | ------------------------------------------ |
| 2013                 | Guy Code                               | Ele mesmo                    | 4 episódios                                |
| 2013–2014, 2017–2018 | Nick Cannon Presents: Wild 'N Out      | Ele mesmo                    | 6 episódios                                |
| 2013                 | Brooklyn Nine-Nine                     | Steven                       | Episódio: "The Slump (A Queda)"            |
| 2013                 | Adam DeVine's House Party              | Ele mesmo                    | Episódio: "Stunt Audition (Audição Dublê)" |
| 2014–presente        | Saturday Night Live                    | Ele mesmo/Vários personagens | Elenco principal                           |
| 2015                 | Comedy Central Roast of Justin Bieber  | Ele mesmo                    | Especial de TV                             |
| 2016                 | Comedy Central Roast of Rob Lowe       | Ele mesmo                    | Especial de TV                             |
| 2016                 | The Goddamn Comedy Jam                 | Ele mesmo                    | Especial de TV                             |
| 2016                 | Pete Davidson: SMD                     | Ele mesmo                    | Especial de TV                             |
| 2017                 | Weekend Update Thursday                | Ele mesmo                    | TV limitada                                |
| 2018                 | The Tonight Show Starring Jimmy Fallon | Ele mesmo                    | Convidado especial                         |